# (13319) Michaelmi
(13319) Michaelmi (1998 RD79) – planetoida z pasa głównego asteroid okrążająca Słońce w ciągu 3,3 lat w średniej odległości 2,21 j.a. Odkryta 14 września 1998 roku.